# 约斯塔·布罗丁
约斯塔·布罗丁（瑞典語：Gösta Brodin，1908年2月15日—1979年6月18日），瑞典男子帆船运动员。他曾代表瑞典参加1948年夏季奥林匹克运动会帆船比赛，联同福尔克·博林和胡戈·约翰松获得一枚银牌。